# ヨカスタ・バジェ
- ヨカスタ・バレ

ヨカスタ・バジェ（Yokasta Valle、1992年8月28日 - ）は、コスタリカのプロボクサー。現WBC女子世界ミニマム級王者。元IBF・WBO女子世界ミニマム級統一王者。元IBF女子世界アトム級王者。元IBF女子世界ライトフライ級王者。世界3階級制覇王者。

## 来歴
ニカラグア・マタガルパで生まれ、7歳でコスタリカに移住。幼少期はバレーボールをしていたが、後にボクシングに転向し13歳でアマチュアの試合に出場。
2014年7月26日、アラフエラにてプロデビューし勝利。
2016年12月16日、サンホセにてAna Victoria Poloと新設されたIBF女子世界アトム級王座決定戦に挑み、10回2-1（93-97、96-94×2）の判定を制して初代王座獲得。
2017年12月1日、後楽園ホールにて藤岡奈穂子が持つWBO女子世界ライトフライ級王座に挑むが、10回0-3（94-96、92-98、91-99）の判定で敗れプロ初黒星。
2018年6月16日、ドイツ・ウンターシュライスハイムにて前王者小関桃の引退により空位となったWBC女子世界ミニマム級王座決定戦をティナ・ルプレヒトと争うが、10回3-0（95-98、94-97×2）の判定で敗れ2連敗。
その後パナマでKO勝利して再起を果たすと、4連勝をマーク。
2019年8月4日、スペイン・マルベーリャにてジョアナ・パストラーナが持つIBF女子世界ミニマム級王座に挑戦し、10回2-1（94-96、97-93×2）の判定で勝利し王座奪取とともに2階級制覇達成。
2020年2月8日、カレアン・リバス相手に初防衛戦を行い、6回TKOで初防衛成功。
2021年1月30日、葉月さなを迎えて2度目の防衛戦を行い、10回3-0（98-92、100-90×2）の判定で2度目の防衛成功。
2021年8月7日、Debora Rengifoとノンタイトルを行い、10回3-0（100-89×3）の判定勝利。
2021年12月18日、Elizabeth Lopez Corzo相手に3度目の防衛戦を行い、10回3-0（98-92×2、99-91）の判定で3度目の防衛に成功。
2022年3月25日、4度目の防衛戦として葉月さなと再戦。10回3-0（100-90×3）判定で返り討ちにし、4度目の防衛に成功。
2022年6月11日、アメリカ・アナハイムのホンダ・センターにてロレイン・ヴィラロボスと対戦し、10回3-0（100-90×3）判定で5度目の防衛に成功。
2022年9月8日、サンホセにてWBO王者グエン・ティ・トゥ・ニとの王座統一戦を行い、10回3-0（100-90×3）判定でIBF王座6度目の防衛とともにWBO王座獲得に成功し、2団体王座統一に成功。
2022年11月26日、エブリン・ベルムデスが持つ一階級上のIBF・WBO女子世界ライトフライ級王座に挑戦し、10回2-0（99-91、97-93、95-95）の判定で勝利、IBF・WBO女子王座を獲得し3階級制覇達成。ミニマム級2冠王座を保持したままでのライトフライ級王座戴冠だったが、後に返上した。
2023年3月25日、ジェシカ・バスルト相手にミニマム級2冠の防衛戦を行い、10回3-0（100-90×2、98-92）の判定でIBF7度目、WBO初防衛に成功。
2023年9月16日、アメリカ・ロサンゼルスのザ・コマース・カジノ&ホテルにてマリア・サンティソ相手に防衛戦を行い、10回3-0（99-91×2、100-90）の判定でIBF8度目、WBO2度目の防衛に成功。
2023年11月4日、コスタリカ・カルタゴのカルタゴ・スポーツセンターで元WBC・前WBA女子世界ミニマム級王者のアナベル・オルティス相手に同級2冠の防衛戦を行い、10回3-0（100-90、99-91、99-92）の判定でIBF9度目、WBO3度目の防衛に成功した。
2024年3月29日、アリゾナ州グレンデールのデザート・ダイヤモンド・アリーナにてオスカル・バルデス対リアム・ウィルソンの前座でWBA・WBC女子世界ミニマム級統一王者のセニエサ・エストラーダと女子世界同級4団体王座統一戦を行うも、10回0-3（93-97×3）の判定でWBA・WBC王座の獲得と王座統一に失敗、IBF・WBO王座から陥落した。
2024年11月1日、グアナカステ州リベリアでエリザベス・ロペスとセニエサ・エストラーダの現役引退に伴い空位となったWBC女子世界ミニマム級王座決定戦を行い、10回判定勝ちを収め王座返り咲きを果たした。
2025年3月29日、メキシコのカンクンで元WBA・WBC・WBO女子世界フライ級統一王者のマーレン・エスパーザと女子ミニマム級10回戦を行う予定だったが、エスパーザは前日計量で体重超過で計量失格となり試合はバジェが勝利した場合のみ公式記録として認められエスパーザが勝利した場合は無効試合となる条件付きで行われ、10回判定勝ちを収めた。
2025年8月12日、所属していたゴールデンボーイ・プロモーションズの契約満了に伴いジェイク・ポールが主宰するモスト・バリュアブル・プロモーションズと新たに契約した。

## 戦績
- プロボクシング：35戦 32勝 (9KO) 3敗

| 戦           | 日付           | 勝敗 | 時間    | 内容    | 対戦相手                                 | 国籍           | 備考                                                        |
| ------------ | -------------- | ---- | ------- | ------- | ---------------------------------------- | -------------- | ----------------------------------------------------------- |
| 1            | 2014年7月26日  | ☆    | 4R      | 判定3-0 | マリア・グアダルーペ・アティラノ・ゴメス | メキシコ       | プロデビュー戦                                              |
| 2            | 2014年10月10日 | ☆    | 3R 3:00 | TKO     | フランシスカ・ビケス                     | ニカラグア     |                                                             |
| 3            | 2015年6月13日  | ☆    | 4R      | 判定3-0 | ヨバネラ・ソサ                           | ニカラグア     |                                                             |
| 4            | 2015年8月1日   | ☆    | 2R 1:28 | TKO     | ヨバネラ・ソサ                           | ニカラグア     |                                                             |
| 5            | 2015年10月17日 | ☆    | 1R 0:42 | TKO     | リディエッテ・オルティス                 | パナマ         |                                                             |
| 6            | 2015年11月28日 | ☆    | 6R      | 判定3-0 | クシオマラ・ビロリオ                     | ホンジュラス   |                                                             |
| 7            | 2015年12月19日 | ☆    | 1R 終了 | TKO     | ブランカ・ロドリゲス                     | コスタリカ     |                                                             |
| 8            | 2016年1月15日  | ☆    | 2R 終了 | TKO     | クシオマラ・ビロリオ                     | ホンジュラス   |                                                             |
| 9            | 2016年4月2日   | ☆    | 5R 終了 | TKO     | マリア・エスキベル・サモラ               | メキシコ       |                                                             |
| 10           | 2016年5月28日  | ☆    | 8R      | 判定3-0 | ロレーナ・メンドーサ                     | メキシコ       |                                                             |
| 11           | 2016年8月19日  | ☆    | 8R      | 判定3-0 | ロサリンダ・ゴメス・バスケス             | メキシコ       |                                                             |
| 12           | 2016年12月16日 | ☆    | 10R     | 判定2-1 | アナ・ビクトリア・ポロ                   | メキシコ       | IBF女子世界アトム級王座決定戦                               |
| 13           | 2017年3月31日  | ☆    | 10R     | 判定3-0 | ヤディトサ・ペレス                       | パナマ         |                                                             |
| 14           | 2017年12月1日  | ★    | 10R     | 判定0-3 | 藤岡奈穂子（竹原慎二&畑山隆則）          | 日本           | WBO女子世界ライトフライ級王座決定戦                         |
| 15           | 2018年6月16日  | ★    | 10R     | 判定0-3 | ティナ・ルプレヒト                       | ドイツ         | WBO女子世界ミニマム級タイトルマッチ                         |
| 16           | 2018年8月23日  | ☆    | 2R 1:24 | TKO     | ハイデエ・サパ                           | コロンビア     |                                                             |
| 17           | 2018年10月13日 | ☆    | 10R     | 判定3-0 | ルイサナ・ボリバール                     | ベネズエラ     |                                                             |
| 18           | 2018年12月8日  | ☆    | 8R      | 判定3-0 | エディス・デ・ヘスス・フローレス         | メキシコ       |                                                             |
| 19           | 2019年2月2日   | ☆    | 5R 1:11 | TKO     | バレリア・メヒア                         | ペルー         |                                                             |
| 20           | 2019年8月4日   | ☆    | 10R     | 判定2-1 | ジョアナ・パストラーナ                   | スペイン       | IBF女子世界ミニマム級タイトルマッチ                         |
| 21           | 2019年11月9日  | ☆    | 10R     | 判定3-0 | エニフェル・レオン                       | ベネズエラ     |                                                             |
| 22           | 2020年2月8日   | ☆    | 6R 1:20 | TKO     | カーリアンズ・リバス                     | フィリピン     | IBF防衛1                                                    |
| 23           | 2021年1月30日  | ☆    | 10R     | 判定3-0 | 葉月さな（YuKoフィットネス）             | 日本           | IBF防衛2                                                    |
| 24           | 2021年8月7日   | ☆    | 10R     | 判定3-0 | デボン・レンヒフォ                       | ベネズエラ     |                                                             |
| 25           | 2021年12月18日 | ☆    | 10R     | 判定3-0 | エリザベス・ロペス                       | メキシコ       | IBF防衛3                                                    |
| 26           | 2022年3月25日  | ☆    | 10R     | 判定3-0 | 葉月さな（YuKOフィットネス）             | 日本           | IBF防衛4                                                    |
| 27           | 2022年6月11日  | ☆    | 10R     | 判定3-0 | ロレーヌ・ビラロボス                     | アメリカ合衆国 | IBF防衛5                                                    |
| 28           | 2022年9月8日   | ☆    | 10R     | 判定3-0 | グエン・ティ・トゥ・ニ                   | ベトナム       | IBF・WBO女子世界ミニマム級王座統一戦 IBF防衛6・WBO獲得      |
| 29           | 2022年11月26日 | ☆    | 12R     | 判定2-0 | エブリン・ベルムデス                     | アルゼンチン   | IBF・WBO女子世界ライトフライ級タイトルマッチ                |
| 30           | 2023年3月25日  | ☆    | 10R     | 判定3-0 | ヘシカ・バスルト・サラザール             | メキシコ       | IBF防衛7・WBO防衛1                                          |
| 31           | 2023年9月16日  | ☆    | 10R     | 判定3-0 | マリア・サンティソ                       | グアテマラ     | IBF防衛8・WBO防衛2                                          |
| 32           | 2023年11月4日  | ☆    | 10R     | 判定3-0 | アナベル・オルティス                     | メキシコ       | IBF防衛9・WBO防衛3                                          |
| 33           | 2024年3月29日  | ★    | 10R     | 判定0-3 | セニエサ・エストラーダ                   | アメリカ合衆国 | WBA・WBC・IBF・WBO女子世界ミニマム級王座統一戦 IBF・WBO陥落 |
| 34           | 2024年11月1日  | ☆    | 10R     | 判定3-0 | エリザベス・ロペス                       | アメリカ合衆国 | WBC女子世界ミニマム級王座決定戦                             |
| 35           | 2025年3月29日  | ☆    | 10R     | 判定2-1 | マーレン・エスパーザ                     | アメリカ合衆国 | 女子ミニマム級10回戦                                        |
| テンプレート |                |      |         |         |                                          |                |                                                             |

## 獲得タイトル
- IBF世界アトム級王座（防衛0=返上）
- IBF女子世界ミニマム級王座（防衛9）
- WBO女子世界ミニマム級王座（防衛3）
- IBF女子世界ライトフライ級王座（防衛0=返上）
- IBF女子世界ライトフライ級王座（防衛0=返上）
- WBC女子世界ミニマム級王座（防衛1）